# Граф Кендал
Граф Кендал (англ. Earl of Kendal) — дворянский титул, который несколько раз создавался в системе пэрства Англии. Существовали также титулы «барон Кендал» и «герцог Кендал».

## История титула
Название титул получил от города Кендал в Камбрии.
Впервые титул графа Кендала был создан вместе с титулом герцога Бедфорда 16 мая 1414 года королём Генрихом IV для своего сына Джона. В том же году принц получил ещё и титул графа Ричмонда. После возобновления Столетней войны Джон неоднократно был регентом Англии, пока его брат, король Генрих V, участвовал в военных экспедициях во Франции. После смерти Генриха V Джон провёл остаток жизни во Франции, защищая в качестве регента Франции права своего племянника, короля Генриха VI, на французский трон. Владея огромными поместьями во Франции, он называл себя герцогом Анжуйским и Алансонским, графом Мэна, Мортена и Бомона. Однако подтвердить свои претензии на эти земли он не смог. Оба его брака оказались бесплодными, поэтому после его смерти титулы угасли.
Вторично титул графа Кендала был создан 28 августа 1443 года вместе с титулом герцога Сомерсета для Джона Бофорта, 3-го графа Сомерсета. Бофорт происходил из побочной ветви английского королевского дома и одновременно приходился пасынком герцогу Кларенсу, старшего брата герцога Бедфорда. В 1421 году его отчим попал в ловушку и погиб, а сам Джон вместе с братом Томасом попал во французский плен, в котором пробыл до 1438 года. В дальнейшем его карьера двигалась благодаря поддержке дяди, Генри Бофорта, епископа Уинчестерского. В 1443 году он должен был возглавить английскую армию для крупного военного похода на Мэн и Анжу во Франции. Чтобы обеспечить ему равные права с другим командующим английскими войсками во Франции, герцогом Йоркским, Джону были присвоены титулы герцога Сомерсета и графа Кендала. Однако экспедиция окончилась неудачно, а вернувшийся в Англию герцог Сомерсет 27 мая 1444 года умер. У него осталась только дочь, Маргарет Бофорт, которая позже стала матерью короля Генриха VII, поэтому титулы графа Кендала и герцога Сомерсета угасли, в то время как титул графа Сомерсета унаследовал его брат Эдмунд Бофорт.
В третий раз титул был создан в 1446 году для гасконского феодала Жана де Фуа, виконта де Кастильона (умер 1485) Он дал клятву верность королю Франции в 1462 году, и тем самым, как предполагается, отказался от своего английского титула. Однако его потомки во Франции (в позднее и в Испании) продолжали пользоваться титулом «граф Кандаль».
20 марта 1689 года титул графа Кендала получил принц Джордж Датский (1653—1708), супруг принцессы (позже королевы) Анны Стюарт. Он также получил титулы герцога Камберленда и барона Уокингема. Единственный родившийся в этом браке сын, переживший младенчество, умер в 1708 году, поэтому после смерти Георга в 1708 году все его титулы угасли.
В дальнейшем титул графа Кендала не воссоздавался, хотя и создавались титулы «герцог Кендал» и «барон Кендал».

## Графы Кендал

### Первая креация (1414)
- 1414—1435: Джон Ланкастерский (20 июня 1389 — 14 сентября 1435), граф Кендал и герцог Бедфорд с 16 мая 1414 года, граф Ричмонд с 24 ноября 1414 года, третий сын короля короля Англии Генриха IV и Мэри де Богун[1][4].

### Вторая креация (1443)
- 1443—1444: Джон Бофорт (25 марта 1404 — 27 мая 1444), 3-й граф Сомерсет с 1418 года, 1-й герцог Сомерсет и граф Кендал с 1443 года[2].

### Третья креация (1446)
- 1446—1462: Жан де Фуа-Кандаль (умер в 1485), капталь де Бюш, виконт де Кастильон и де Мейль, граф де Бенож после 1455 года, 1-й граф Кендал (Кандаль) в 1446—1462 годах. В 1462 году лишился титула, но потомки Жана продолжали использовать его во Франции и Испании.

Титулярные графы
- Гастон II де Фуа-Кандаль (1448 — 25 марта 1500), капталь де Бюш, виконт де Кастильон и де Мейль, граф де Кандаль и де Бенож с 1485 года, старший сын предыдущего
- Гастон III де Фуа-Кандаль (ум. 1536), граф де Кандаль и де Бенож, капталь де Бюш, виконт де Кастильон и де Мейль с 1500 года, граф д’Астарак и барон д’Аспе (по праву жены), старший сын предыдущего
- Фредерик де Фуа-Кандаль (ум. 1571), граф де Кандаль, де Бенож и д’Астарак, капталь де Бюш, виконт де Кастильон и де Мейль, барон д’Аспе с 1536 года, старший сын предыдущего
- Анри де Фуа-Кандаль (ум. 1572), граф де Кандаль, де Бенож и д’Астарак, капталь де Бюш, виконт де Кастильон и де Мейль, барон д’Аспе с 1571 года, старший сын предыдущего
- Маргарита де Фуа-Кандаль (1567—1593), графиня де Кандаль, де Бенож и д’Астарак, капталесс де Бюш, виконтесс де Кастильон и де Мейль, баронесса д’Аспе с 1572 года, дочь и наследница предыдущего. С 1587 года жена Жана Луи де Ногаре де ла Валетта, 1-го герцога д’Эпернона (1554—1642)
- Анри де Ногаре де ла Валетт (1591—1639), граф де Кандаль и капталь де Бюш с 1593 года, герцог Кандаль с 1621 года (титул угас после его смерти), старший сын предыдущих.
- Бернар де Ногаре де ла Валетт д’Эпернон (1592—1661), герцог де Ла Валетт с 1622 года, граф де Кандаль и капталь де Бюш с 1639, герцог д’Эпернон с 1642 года, младший брат предыдущего.
- Луи Шарль Гастон де Ногаре де ла Валетт[фр.] (1627—1658), герцог де ла Валетт и де Кандаль, единственный сын предыдущего.

Члены семьи Фуа-Кандаль, потомки Жана де Фуа-Кандаля, проживавшие в Испании и Италии, продолжают пользоваться титул графа де Кандаль.

### Четвёртая креация (1689)
- 1689—1708: Георг Датский (2 апреля 1653 — 28 октября 1708), герцог Камберленд, граф Кендал и барон Уокингем с 1689 года, сын короля Дании Фредерика III и Софии Амалии Брауншвейг-Люнебургской, супруг королевы Англии, Шотландии и Ирландии (с 1707 года — Великобритании и Ирландии) Анны[3].